# Barsi László (súlyemelő)
Barsi László (Miskolc, 1962. július 16. –) világbajnok magyar súlyemelő, politikus, nyomdász. 

## Súlyemelői pályafutása
Versenyzőként a DVTK és a Diósgyőri Súlyemelő Club egyesületekben tevékenykedett. Edzője Juhász István mesteredző (1991) volt. A középsúlyban (82.5 kg) serénykedett, kedvenc fogásneme a szakítás. Utolsó versenyidénye: 1996. Aktív súlyemelő pályafutását egy időre befejezve a DVTK másodosztályú labdarúgó csapatának edzéseit látogatta, bajnoki mérkőzésre ment, de hamar ráébredt, hogy más sportág a labdarúgás. Visszatérve kedvenc sportjához, az első felmérésen 100 kilogrammal kevesebbet tudott emelni, mint amit a világbajnokságon produkált. Kemény munkával tudta magát utolérni. Búcsúját követően berendezett egy kis dobogót a műhelyében, ott vannak a súlyzók is. Heti kétszer-háromszor nekiáll emelni, ennek köszönhetően egy átlagemberhez képest remek fizikai állapotban van. Ha kell, még kilöki a százötvenet is, ami nem mondható rossznak.

### Nemzetközi eredményei
| Év               | Helyszín                 | Súlycsoport | Szakítás                         | Szakítás                         | Lökés                            | Lökés                            | Összetett                        | Helyezés                         |
| Év               | Helyszín                 | Súlycsoport | Legjobb eredmény                 | Helyezés                         | Legjobb eredmény                 | Helyezés                         | Összetett                        | Helyezés                         |
| Olimpia          | Olimpia                  | Olimpia     | Olimpia                          | Olimpia                          | Olimpia                          | Olimpia                          | Olimpia                          | Olimpia                          |
| ---------------- | ------------------------ | ----------- | -------------------------------- | -------------------------------- | -------------------------------- | -------------------------------- | -------------------------------- | -------------------------------- |
| 1988             | Szöul, Dél-Korea         | 82,5 kg     | Sérülés miatt feladta a versenyt | Sérülés miatt feladta a versenyt | Sérülés miatt feladta a versenyt | Sérülés miatt feladta a versenyt | Sérülés miatt feladta a versenyt | Sérülés miatt feladta a versenyt |
| 1992             | Barcelona, Spanyolország | 82,5 kg     | 160                              | 8                                | 185                              | 15                               | 345                              | 14                               |
| Világbajnokság   |                          |             |                                  |                                  |                                  |                                  |                                  |                                  |
| 1983             | Moszkva, Szovjetunió     | 82,5 kg     | 165                              | 3                                | 205                              | 7                                | 370                              | 3                                |
| 1986             | Szófia, Bulgária         | 82,5 kg     | 175                              | 2                                | 210                              | 5                                | 385                              | 3                                |
| 1987             | Ostrava, Csehszlovákia   | 82,5 kg     | 180                              | 1                                | 210                              | 2                                | 390                              | 1                                |
| 1993             | Melbourne, Ausztrália    | 83 kg       | 172,5                            | 3                                | -                                | -                                | -                                | -                                |
| Európa-bajnokság |                          |             |                                  |                                  |                                  |                                  |                                  |                                  |
| 1983             | Moszkva, Szovjetunió     | 82,5 kg     | 165                              | 3                                | 205                              | 4                                | 370                              | 3                                |
| 1987             | Reims, Franciaország     | 82,5 kg     | 167,5                            | 3                                | 205                              | 4                                | 372,5                            | 2                                |

### Hazai eredményei
Magyar bajnokság (6x):
- 1983, 1984, 1991, 1993, 1995, 1996

Év súlyemelője (2x):
- 1986, 1987

### Sinclair
Az IWF által korábban alkalmazott Sinclair koefficiens alapján Barsi László 1987-es világbajnoki eredményével (180/210 - 390 kg, testsúly: 82,3 kg) a legmagasabban rangsorolt magyar súlyemelő. 470,3325 ponttal tagja a világ 100 legmagasabb Sinclair ponttal rendelkező emelőinek.

## Politikusi pályafutása
2006 óta van kapcsolatban a Jobbik Magyarországért Mozgalommal, 2010 januárjában megválasztották a Jobbik mezőkövesdi elnökévé. 2010-ben a Jobbik polgármesterjelöltje Mezőkövesden. A választók 17 százaléka szavazott rá, így a harmadik helyen végzett.